# Irlandia na Zimowych Igrzyskach Olimpijskich 1992
Irlandię na Zimowych Igrzyskach Olimpijskich 1992 reprezentowało czterech zawodników (sami mężczyźni). Był to debiut reprezentacji Irlandii na zimowych igrzyskach olimpijskich.

## Reprezentanci

### Bobsleje
Mężczyźni
| Osada | Zawodnik                      | Konkurencja | Ślizg 1 | Ślizg 2 | Ślizg 3 | Ślizg 4 | Łącznie | Pozycja |
| ----- | ----------------------------- | ----------- | ------- | ------- | ------- | ------- | ------- | ------- |
| IRL-1 | Patrick McDonagh Terry McHugh | Dwójki      | 1:02,39 | 1:03,03 | 1:02,44 | 1:03,07 | 4:10.93 | 32.     |
| IRL-2 | Gerry Macken Malachy Sheridan | Dwójki      | 1:03,19 | 1:03,42 | 1:03,45 | 1:03,42 | 4:13,48 | 38.     |